# جوني كايج
جوني كايج (بالإنجليزية: Johnny Cage)‏، الذي اسمه الحقيقي جوناثان كارلتون إحدى شخصيات لعبة القتال مورتال كومبات. الشخصية صممت لتكون مثل الممثل جان كلود فان دام.

## حياته
كان جوني كايج ممثل مشهور افتراضي، وهو مشهور في عالم هوليوود ، وأراد أن يشتهر على حسابه الشخصي وأن يعجب به الكثير من الجمهور العاشق للفنون القتالية، فأنتج الفيلم السينمائي نينجا، إلا أن محاولته لم يعجب الكثير من الناس.

## حياته الأسرية
جوني كايج متزوج من سونيا بلايد، ولهما من الأبناء كاسي كايج.

## المصدر
مقالة جوني كايج في ويكيبيديا الإنكليزية:
Johnny Cage